# Didier Lockwood

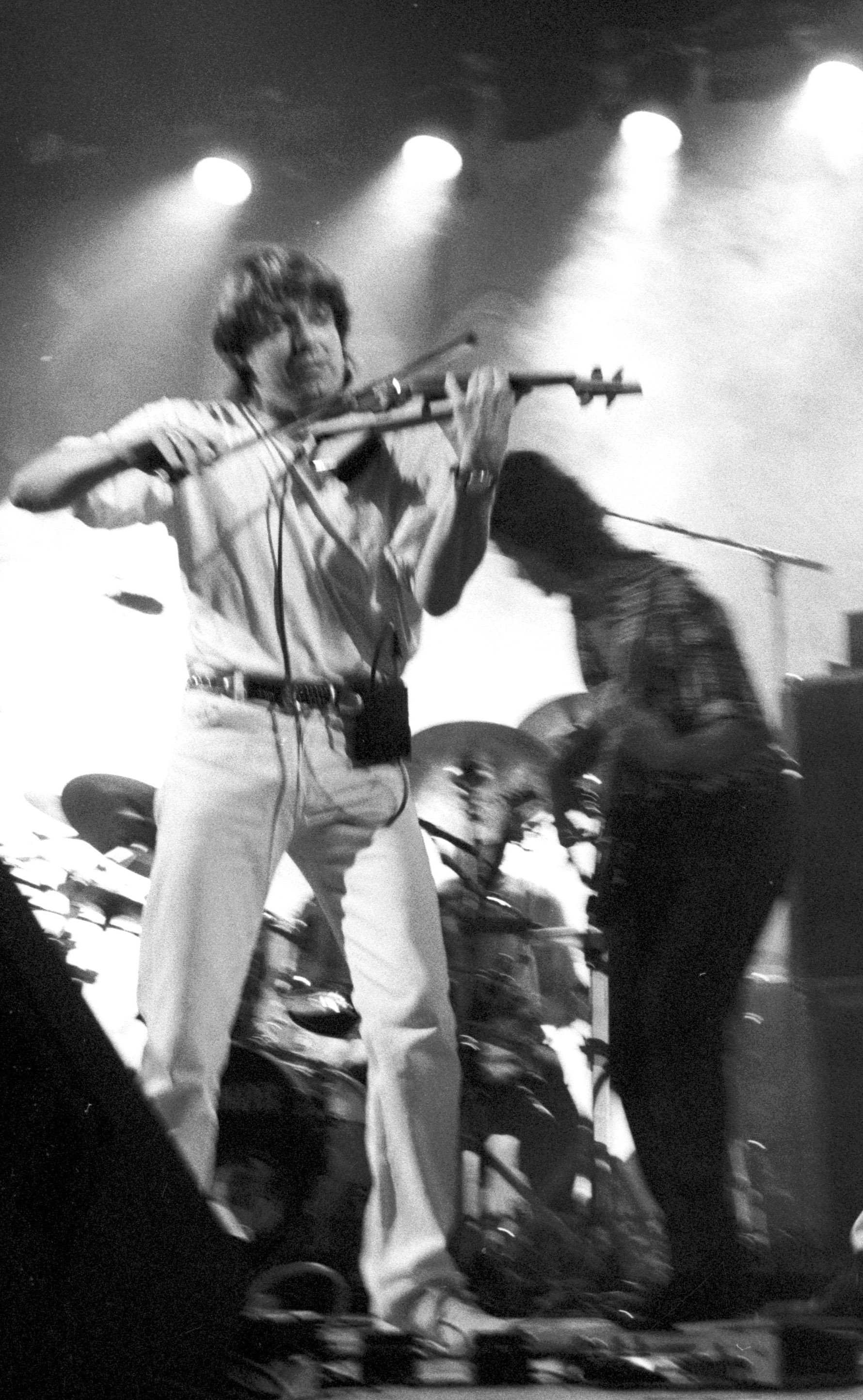
Didier Lockwood

Didier Lockwood (Calais, 11 februari 1956 - Parijs,  18 februari 2018) was een Frans jazzviolist. Hij speelde onder anderen met Philip Catherine en bij de groep Magma.

## Discografie

### Albums (selectie)
- New World
- Fusion
- Fasten Seat Belts
- Out Of The Blue
- New York Rendez-Vous
- Tribute to Stéphane Grappelli

- Bibliothèque nationale de France: cb13896740f (data)
- Gemeinsame Normdatei: 134446828
- International Standard Name Identifier: 0000 0001 1440 9382
- Library of Congress Control Number: n92079524
- Nationale Bibliotheek van Letland: 000037932
- MusicBrainz: bbd11954-09aa-42af-9505-998d6bdc0b99
- Nationale Bibliotheek van Tsjechië: xx0024182
- Nationale Bibliotheek van Israël: 987007342375805171
- Nederlandse Thesaurus van Auteursnamen: 099451913
- Système universitaire de documentation: 03542057X
- Virtual International Authority File: 32183838
- WorldCat: E39PBJr3wFjbfkjcjTwH9gpXVC